# Young Americans (serie televisiva)
Young Americans è una serie televisiva del 2000 e spin-off del telefilm Dawson's Creek.
In Italia la serie è inedita poiché non è stato ancora doppiato.

## Trama
La Rawley Summer Academy è una scuola d'élite in Connecticut, dove i ragazzi passano l'estate tra lezioni e corsi di canottaggio sul lago. Will Krudski (Rodney Scott) ottiene una borsa di studio per l'accademia, cercando di fuggire agli abusi paterni. Confessa al suo compagno di stanza, Scout Calhoun, un ragazzo che cerca di diventare amico di alcuni ragazzi locali svantaggiati, di aver imbrogliato agli esami d'ingresso. Il professor Finn lo sente e, prima di decidere se espellerlo o meno, gli fa scrivere un saggio su chi è davvero. Con il proseguire della serie, Will scopre che la maggior parte dei suoi compagni hanno i loro problemi, a casa e talvolta con la gente del posto. Hamilton Fleming (Ian Somerhalder), per esempio, viene baciato da Jake Pratt (Katherine Moennig). Hamilton, che lo credeva un ragazzo, dopo aver scoperto invece che è una ragazza si innamorerà di lei.

## Musica
- Nick Drake - "Pink Moon" (ep 1 e 7)
- The Getaway People - "Six Pacs"(ep 1)
- Nick Drake - "From the Morning" (ep 1)
- Blur - "Tender" (ep 1)
- Hans Zimmer - "You're so cool" (ep 1)
- Israel Kamakawiwo'ole - "Over the Rainbow" (ep 1 e 8)
- Crash Poets - "Goodbye" (ep 2)
- Nick Drake - "Which Will" (ep 3)
- Kate Bosworth as Bella Banks - "The Way You Look Tonight" (ep. 4)
- Julius La Rosa - "The Way You Look Tonight" (ep. 4)
- David Gray - "This Years Love" (ep. 5)
- Salt-n-Pepa - "Let's Talk About Sex" (ep. 5)
- David Gray - "Sail Away" (ep 5)
- David Gray - "Please Forgive Me" (Versione del album) (ep 5)
- Nick Drake - "Place to Be" (ep 7)
- Nick Drake - "Things Behind the Sun" (ep 7)
- Brooke Lundy - "Fernando" (ep 8)

## Sigla
Il tema della canzone "Six Pacs" dal The Getaway People del album Turnpike Diaries è stato modificato su richiesta dei produttori per rimuovere il riferimento originario alle sigarette nella lirica.
Joe Voci, produttore esecutivo dello show, ha detto in un'intervista con VH1.com che: "A differenza di altri spettacoli adolescenziali, il nostro è invece incentrato su un gruppo di ragazzi che vogliono fare le cose giuste, e come gestire gli ostacoli che nuovamente si presentato". La canzone presenta un tono dell'umore e una sensazione che è ottimista e implica un senso di avventura.

## Accoglienza
David Zurawik di The Baltimore Sun ha descritto la serie come "Shakespeare estate Lite!, con alcuni appuntamenti amorosi genere di flessione e boschi dove andare insieme alle amanti sfortunate.  
Rob Owen della Pittsburgh Post-Gazette ha detto che la serie si presenta, come se il creatore, guardato i progetti di altri spettacoli Warner Bros., avesse strappato gli elementi che avrebbero dato alla sua serie la migliore chance per il successo con il gruppo Gen Y. Dopo aver nominato un elenco di elementi dello spettacolo che sono comuni a molti spettacoli su The WB Rob Owen dice che è ammirevole dal punto di vista commerciale per fare uno spettacolo in modo tale, ma che non è molto originale. Owen conclude chiamando Young Americans "insensato e banale".
Michele Hewitson del New Zealand Herald, tracciando un parallelo col film L'attimo fuggente, affermò che non capita spesso che una serie televisiva statunitense riesca a superare qualsiasi aspettativa di assoluta bruttezza.
Pur essendo uno spin-off di uno degli spettacoli più popolari della WB, Young Americans avendo ricevuto voti bassi in tutta la sua pista estiva è stato cancellato nell'agosto 2000.
A settembre 2010 Young Americans si colloca tra i 49 show televisivi inediti su TVShowsOnDVD.com.

## Episodi
| nº | Titolo originale          | Titolo italiano | Prima TV USA   | Prima TV Italia |
| -- | ------------------------- | --------------- | -------------- | --------------- |
| 1  | Pilot                     |                 | 12 luglio 2000 |                 |
| 2  | Our Town                  |                 | 19 luglio 2000 |                 |
| 3  | Kiss and Tell             |                 | 26 luglio 2000 |                 |
| 4  | Cinderbella               |                 | 2 agosto 2000  |                 |
| 5  | Winning Isn't Everything  |                 | 9 agosto 2000  |                 |
| 6  | Gone                      |                 | 16 agosto 2000 |                 |
| 7  | Free Will                 |                 | 21 agosto 2000 |                 |
| 8  | Will Bella Scout Her Mom? |                 | 30 agosto 2000 |                 |